# Championnat d'Albanie de football 1945
Navigation
Championnat d'Albanie 1937 Championnat d'Albanie 1946
Le Championnat d'Albanie de football de Kategoria Superiore 1945 est la 8e édition de ce championnat.

## Groupe A
| Rang | Équipe              | Pts | J  | G | N | P | Bp | Bc | Diff |
| ---- | ------------------- | --- | -- | - | - | - | -- | -- | ---- |
| 1    | Vllaznia Shkodër    | 17  | 10 | 8 | 1 | 1 | 26 | 2  | +24  |
| 2    | Besa Kavajë         | 13  | 10 | 5 | 3 | 2 | 21 | 7  | +14  |
| 3    | Teuta Durrës        | 12  | 10 | 5 | 2 | 3 | 10 | 7  | +3   |
| 4    | Liria Korçë         | 8   | 10 | 3 | 2 | 5 | 16 | 15 | +1   |
| 5    | Ismail Qemali Vlorë | 7   | 10 | 3 | 1 | 6 | 12 | 22 | -10  |
| 6    | Tomori Berat        | 3   | 10 | 1 | 1 | 8 | 6  | 38 | -32  |

|  | Qualifié pour la finale |
|  | Relégué                 |

## Groupe B
| Rang | Équipe                | Pts | J  | G | N | P | Bp | Bc | Diff |
| ---- | --------------------- | --- | -- | - | - | - | -- | -- | ---- |
| 1    | SK Tirana             | 16  | 10 | 7 | 2 | 1 | 30 | 6  | +24  |
| 2    | Skënderbeu Korçë      | 12  | 10 | 6 | 0 | 4 | 26 | 15 | +11  |
| 3    | Ylli i Kuq Shkodër    | 11  | 10 | 5 | 1 | 5 | 29 | 15 | +14  |
| 4    | Bashkimi Elbasan      | 10  | 10 | 4 | 2 | 4 | 14 | 17 | -3   |
| 5    | Apolonia Fier         | 7   | 10 | 3 | 1 | 6 | 8  | 28 | -20  |
| 6    | Shqiponja Gjirokastër | 4   | 10 | 2 | 0 | 7 | 6  | 32 | -26  |

|  | Qualifié pour la finale |
|  | Relégué                 |

## Finale
| 1946 | SK Tirana | 1-2 | Vllaznia Shkodër | Tirana |  |
|      |           |     |                  |        |  |

| 1946 | Vllaznia Shkodër | 2-1 | SK Tirana | Shkodër |  |
|      |                  |     |           |         |  |

## Bilan de la saison
| Tableau d'Honneur                 |                    |
| Compétition                       | Vainqueur          |
| Championnat d'Albanie de football | Vllaznia Shkodër   |
| Coupe d'Albanie de football       | pas de compétition |

| Promotions et relégations     |                                |
| Relégués en First Division    | Liria Korçë Ylli i Kuq Shkodër |
| Promus en Kategoria Superiore | Erzeni Shijak Spartaku Kuçovë  |